# Castillo Mijáilovski

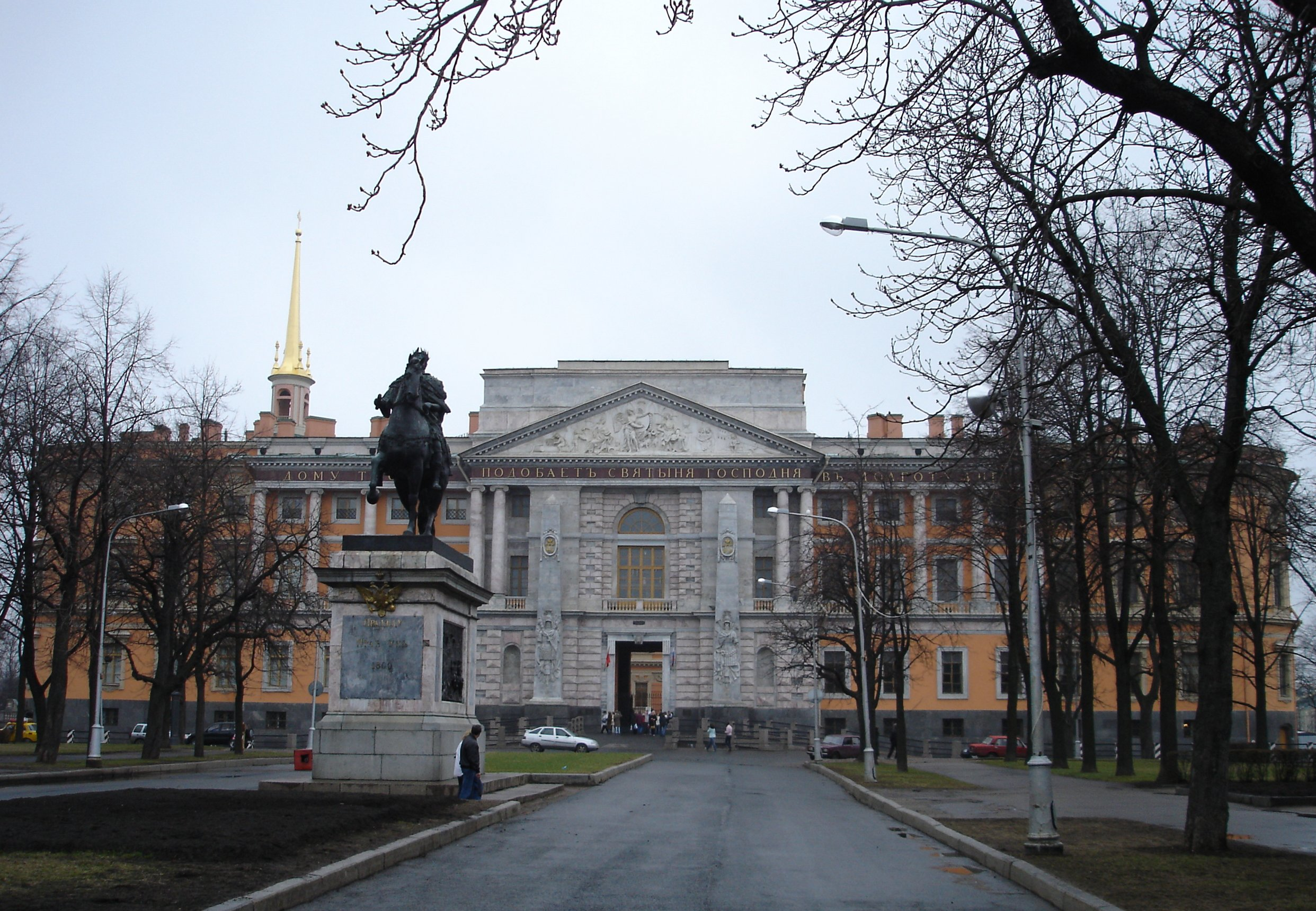
Castillo Mijáilovski (sur) con el monumento a Pedro I al frente.

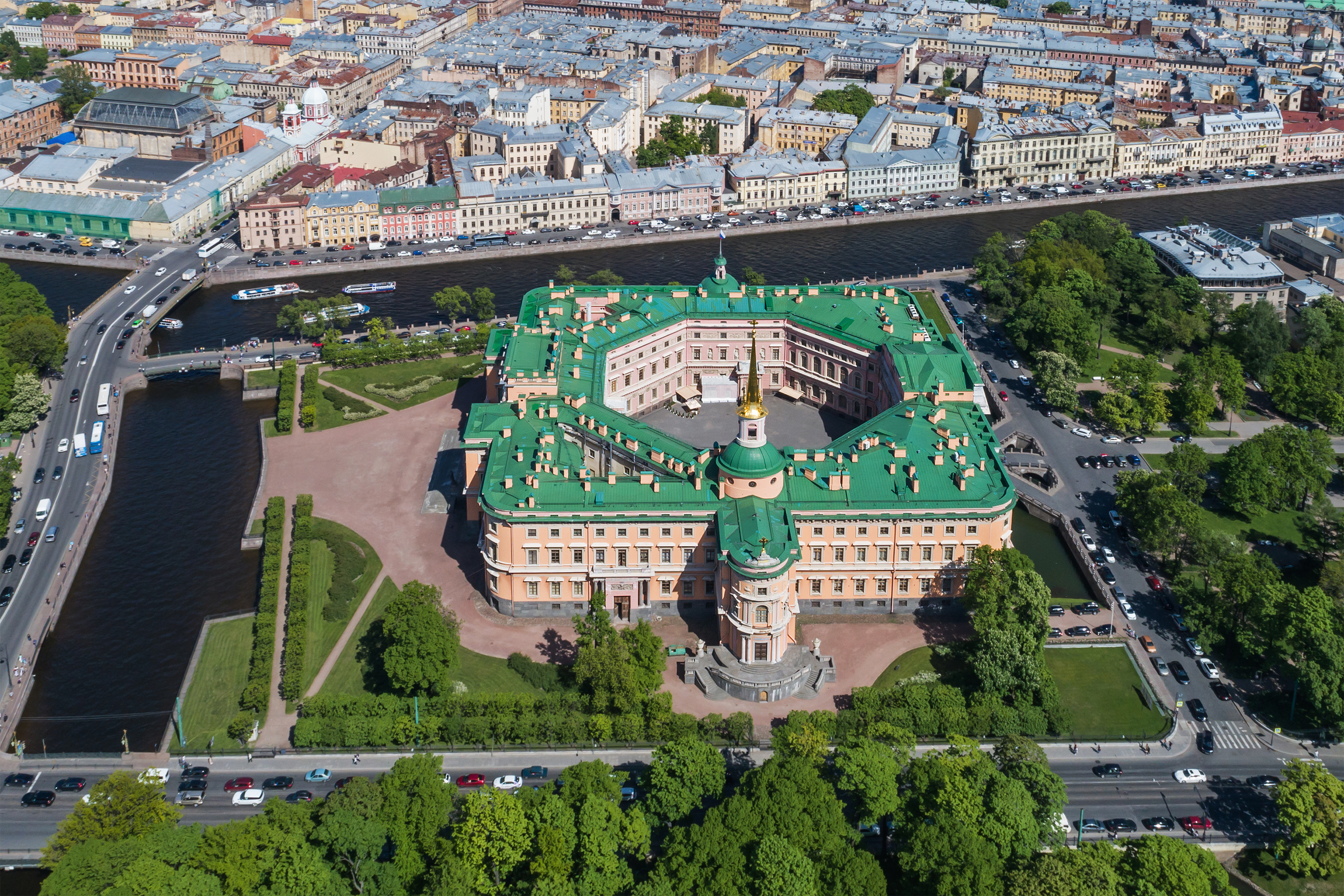
Lado occidental del castillo.

El castillo de San Miguel o Mijáilovski (en ruso: Михáйловский зáмок, Mijáilovski zámok), también llamado castillo de los Ingenieros (en ruso: Инженерный замок, Inzhenerny zámok), es una antigua residencia real en el centro histórico de San Petersburgo, Rusia. Fue construido por los arquitectos Vincenzo Brenna y Vasili Bazhénov entre 1797 y 1801 para convertirlo en la residencia del emperador Pablo I de Rusia. La estructura luce diferente según el lado desde donde se aprecie, ya que los arquitectos utilizaron estilos muy variados, como el clasicismo francés, el renacimiento italiano y el estilo gótico.
El castillo Mijáilovski fue construido al sur del Jardín de Verano y reemplazó un pequeño palacio de madera de Isabel I de Rusia. Temeroso de que hubiesen planes de asesinato en su contra, el emperador Pablo I no quería vivir en el Palacio de Invierno, ya que no se sentía a salvo. Debido a su interés personal en los caballeros medievales y en su miedo constante a ser asesinado, mandó construir su nueva residencia como un castillo con esquinas redondeadas, con un pequeño patio de forma octogonal. El castillo estaba rodeado por las aguas de los ríos Moika y Fontanka y de dos canales especialmente construidos (el canal Eclesiástico y el canal Dominical), transformando el área del castillo en una isla artificial a la que solo se podía llegar mediante puentes levadizos.
La construcción comenzó el 26 de febrero (el 9 de marzo según el calendario gregoriano) de 1797 y finalizó el 8 de noviembre de 1800, el día de San Miguel según la Iglesia ortodoxa, aunque la decoración interior continuó hasta marzo del año siguiente. En 1800 se erigió al frente del castillo el monumento en bronce a Pedro el Grande, diseñado durante la vida de este y terminado en 1747 por el arquitecto Bartolomeo Rastrelli. Por órdenes de Pablo I, se añadió la inscripción "Al bisabuelo del bisnieto" («Прадеду — правнук») en el pedestal y se decoró con escenas en relieve de dos victorias de Rusia sobre Suecia durante la Gran Guerra del Norte.
Pablo I, irónicamente, fue asesinado sólo cuarenta noches después de que se mudó a su nuevo castillo, el 12 de marzo de 1801, en su nueva habitación. Sus asesinos fueron un grupo de oficiales que habían sido despedidos, encabezados por el general Benningsen. Los conspiradores lo ataron a una mesa y trataron de obligarlo a firmar su abdicación. Pablo se resistió, uno de los asesinos le amenazó con una espada y finalmente lo estrangularon y lo pisotearon hasta la muerte. Su hijo, el emperador Alejandro I (que en ese momento también estaba en el palacio), lo sucedió en el trono, y uno de los asesinos, Nikolái Zúbov, anunció su ascenso.
Después de la muerte de Pablo I, la familia imperial regresó al Palacio de Invierno; el castillo Mijáilovski fue abandonado y en 1823 fue entregado a la Universidad de Ingeniería del ejército. Desde entonces, el edificio se conoce como el "castillo de los Ingenieros". Entre 1838 y 1843, el escritor ruso Fiódor Dostoyevski estudió como cadete en la Escuela de Ingeniería.
A principios de la década de 1990, el castillo se convirtió en una sede del Museo Ruso y en la actualidad alberga su galería de retratos, que incluye pinturas oficiales de los emperadores y emperatrices de Rusia desde finales del siglo XVII hasta principios del siglo XX.